# 8A busz (Nyíregyháza)
A nyíregyházi 8A jelzésű autóbusz a Vasútállomás és a Sóstói úti Kórház között közlekedik a 8-as busz betétjárataként. A járatot a Volánbusz közlekedteti.

## Megállóhelyei
Az átszállási kapcsolatok között a 8-as és a 8T jelzésű autóbuszok nincsenek feltüntetve!
| 8A (Vasútállomás – Sóstói úti Kórház) |                              |          |                                                                                   |
| Perc (↓)                              | Megállóhely                  | Perc (↑) | Átszállási lehetőségek                                                            |
| 0                                     | Vasútállomás végállomás      | 15       | 1, 1A, 6, 7, 10, 12, 14, 14F, 16, 18, 18A, H31X, H31Y                             |
| 2                                     | Toldi utca                   | 13       | 7, 10, 18, 18A, 40, H33, H40                                                      |
| 3                                     | Szabolcs utca                | 12       | 3, 7, 8, 10, 18, 18A, 24, 40, H31, H33, H40                                       |
| 4                                     | Bessenyei tér                | 11       | 10, 40, H33, H40                                                                  |
| 6                                     | Egyház utca                  | ∫        | 1, 1A, 10, 11, 12, 40, H33, H40                                                   |
| ∫                                     | Kelet Áruház                 | 7        | 1, 1A, 2, 2Y, 4, 4Y, 10, 11, 12, 13, 14, 14F, 17, 17T, 23, 23G, 40, H32, H33, H40 |
| 8                                     | Kossuth utca 9.              | ∫        | 1, 1A, 2, 2Y, 4, 4Y, 10, 11, 12, 13, 14, 14F, 17, 17T, 23, 23G, 40, H32, H33, H40 |
| 10                                    | Dohány utca                  | 5        | 13                                                                                |
| 11                                    | Stadion utca                 | 4        | 13, 19                                                                            |
| 13                                    | Városi Stadion               | 2        | 13, 19                                                                            |
| 14                                    | Etel köz                     | 1        | 13, 19                                                                            |
| 15                                    | Sóstói úti Kórház végállomás | 0        | 5, 8, 12, 13, 15, 19                                                              |